# أبجدية سينائية أولية
الأبجدية السينائية الأولية (يشار إليها أيضًا باسم السينائية (نسبًة إلى شبه جزيرة سيناء)، الكنعانية الأولية عند العثور عليها في كنعان، الأبجدية السامية الشمالية، أو الأبجدية المبكرة) هي أقدم أثر للكتابة الأبجدية والجدّ المشترك لكلٍ من خط المسند القديم والأبجدية الفينيقية، مما أدى إلى ظهور أغلب الأبجديات الحديثة بما في ذلك اليونانية واللاتينية والسيريلية والعبرية والعربية والجعزية. وفقًا للنظرية الشائعة، فإن الكنعانيين الذين تحدثوا باللغة السامية استخدموا الرموز الهيروغليفية المصرية ليطوّروا عنها أبجدية مختلفة. الأبجدية السينائية الأولية موثقة في مجموعة صغيرة من النقوش التي عثر عليها في سرابيط الخادم في شبه جزيرة سيناء، مصر، ويرجع تاريخها إلى العصر البرونزي الوسيط (2100-1500 قبل الميلاد).
يرجع تاريخ أقدم النقوش السينائية الأولية إلى ما بين منتصف القرن التاسع عشر (التاريخ المبكر) ومنتصف القرن السادس عشر (أواخر التاريخ) قبل الميلاد.
ومع ذلك، فإن اكتشاف نقوش وادي الهول بالقرب من نهر النيل يدل على أن الخط نشأ في مصر. إن تطور السينائية الأولية والنصوص الكنعانية الأولية المختلفة خلال العصر البرونزي مبني على أدلة كتابية ضئيلة إلى حد ما. فقط مع انهيار العصر البرونزي وظهور ممالك سامية جديدة في بلاد الشام، تم إثبات صحة الكنعانية الأولية بوضوح (نقوش جبيل من القرن العاشر إلى الثامن قبل الميلاد، نقش خربة قيافة حوالي القرن العاشر قبل الميلاد).
تم اكتشاف النقوش السينائية الأولية في شتاء 1904-1905 في سيناء بواسطة هيلدا وفلندرز بيتري. يمكن أن يضاف إلى ذلك عدد من النقوش الكنعانية الأولية القصيرة التي عثر عليها في كنعان والتي تعود إلى ما بين القرنين السابع عشر والخامس عشر قبل الميلاد، ومؤخراً اكتشاف نقوش وادي الهول في عام 1999، التي عثر عليها في مصر الوسطى من قبل جون و. ديبورا دارنيل. تشير نقوش وادي الهول بقوة إلى تاريخ تطور الكتابة السينائية البدائية من منتصف القرن التاسع عشر إلى القرن الثامن عشر قبل الميلاد.

## الاكتشاف
في شتاء 1905، كان السير ويليام ماثيو فليندرز بيتري وزوجته هيلدا بيتري (ني أورلين) يجرون سلسلة من الحفريات الأثرية في شبه جزيرة سيناء. أثناء التنقيب في سرابيط الخادم، تم اكتشاف أنه قد تم استخدام منجم فيروزي مربح للغاية خلال حكم الأسرة الثانية عشرة والأسرة الثالثة عشر وقد تمت إعادة استخدامه مرة أخرى بين فترة حكم الأسرة الثامنة عشرة ومنتصف الأسرة العشرون، كما اكتشف السير بتري سلسلة من النقوش في معبد ضخم بالموقع مخصص للإلهة حتحور، بالإضافة لبعض النقوش المجزأة في المناجم نفسها.
تعرّف بيتري على الفور على الأحرف الهيروغليفية في النقوش، ولكن عند الفحص الدقيق أدرك أن النص بالكامل أبجدي وليس مزيجًا من رسم لفظي ونظام كتابة مقطعية كالكتابات المصرية. وهكذا افترض أن النص أظهر سيناريو ابتكره عمال مناجم الفيروز بأنفسهم، مستخدمين إشارات خطية استعاروها من الكتابة الهيروغليفية. وقام بنشر نتائجه في لندن في العام التالي.
بعد عشر سنوات، في عام 1916، نشر ألان جاردنر، أحد رواد علم المصريات في أوائل ومنتصف القرن العشرين، تفسيره الخاص لنتائج بيتري، بحجة أن الصورة الرمزية يبدو أن s كانت نسخًا مبكرة من العلامات المستخدمة لاحقًا اللغات السامية مثل الفينيقية، وتمكنت من تعيين قيم صوتية وإعادة بناء أسماء لبعض الأحرف بافتراض أنها تمثل ما أصبح فيما بعد السامي المشترك أبجد (أحد الأمثلة المقدمة هو الحرف ، الذي عيّنه غاردينر ⟨b⟩ إلى، على أساس أنها مشتقة من الحرف الرسومي المصري لـ "منزل" ، وكانت مشابهة جدًا للشخصية الفينيقية ذات الشكل المماثل ، والتي تسمى "رهان". كان يُعتقد عمومًا أن الاسم "رهان" في حد ذاته مشتق من الكلمة السامية لـ "بيت"، "بيت"، مما يوفر طبقة أخرى من الدعم لأطروحته) باستخدام هذه الفرضية، تمكن غاردينر من تأكيد فرضية بيتري القائلة بأن النقوش الغامضة كانت ذات طبيعة دينية، حيث سمح نموذجه بإعادة بناء كلمة متكررة على أنها "ل بول ر '، تعني "لبعلات" أو بشكل أكثر دقة، "للسيدة" - أي "السيدة" حتحور. وبالمثل، سمح هذا لكلمة متكررة أخرى  ميم ‏ أليف ‏ هي ‏  bʿlt 'ليتم ترجمتها كـ "محبوب السيدة "، وهي القراءة التي أصبحت مقبولة للغاية بعد العثور على الليما منحوتة أسفل نقش هيروغليفي كتب عليه" حبيبة حتحور، سيدة الفيروز ". سمحت فرضية غاردينر للباحثين بربط حروف النقوش بالأبجديات السامية الحديثة، وأدت إلى أن تصبح النقوش أكثر قابلية للقراءة، مما أدى إلى قبول فرضيته على الفور.

## النقوش

### نقوش السرابيط
تعرف نقوش السينائية من خلال نقوش كتابية في جبل في سيناء يعرف بسرابيط الخادم، ومعبده للإلهة المصرية حتحور. يحوي هذا الجبل على مناجم الفيروز التي زارتها بعثات متكررة على مدار 800 عام. العديد من العمال والمسؤولين كانوا من دلتا النيل، بالإضافة لأعداد كبيرة من الكنعانيين (أي المتحدثين بلغة تعد الشكل المبكر للسامية الشمالية الغربية)، حيث سمح لهؤلاء بالاستيطان شرق دلتا النيل.
وجد في هذه المنطقة ما يربو على 40 نقشاً من الكتابة السينائية الأولية، بالإضافة إلى عدد كبير من النقوش الهيراطيقية والهيروغليفية منقوشة على الصخور القريبة من مناجم الفيروز وعلى طول الطرق المؤدية إلى المعبد.
يرجع تاريخ هذه النقوش إلى القرن ال 16 أو 17 قبل الميلاد، أربع من هذه النقوش وجدت داخل المعبد، وعلى اثنين من التماثيل البشرية الصغيرة وعلى جانبي تمثال صغير لأبو الهول. حُفرت النقوش بشكل فج مما يوحي بأن العمال الذين نقشوهم كانوا أٌميين لايجيدون الكتابة ماعدا هذا النص الذي نقشوه.
في عام 1916 اقترح ألان جاردنر ترجمة لهذه النقوش من خلال قيم الأصوات المقابلة في الأبجديات المفترضة، لتقرأ النقوش (لبعلت 'lbʿlt) أي لبعل (بعل إله الكنعانيين).

### النقوش السينائية الأولية

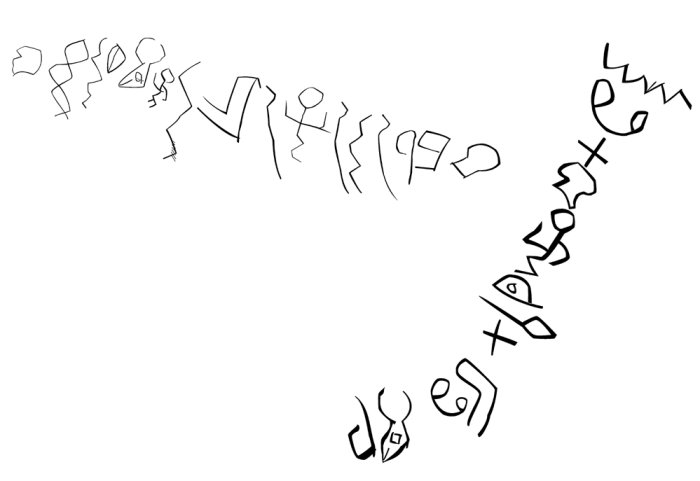
آثار من 16 و 12 حرفًا من نقشين وادي الهول. (الصور هنا و هنا)

تم العثور على عدد محدود من النقوش في بلاد كنعان (فلسطين)، ويعود تاريخها بين القرن الـ 17 و 15 قبل الميلاد. جميع هذه النقوش قصيرة جداً ومعظمها عبارة عن بضعة حروف، ويسود الاعتقاد أنها كتبت من قِبل التجار الكنعانيين أو جنود من مصر.

### نقوش وادي الهول
حُفرت نقوش وادي الهول على جانبي طريق كان يستخدم قديماً لاغراض تجارية وعسكرية بين مدينتي طيبة وأبيدوس، في قلب مصر القديمة في وادي على منعطف لنهر النيل، كانت هذه النقوش منقوشة بين عشرات النقوش الهيراطيقية والهيروغليفية الأخرى.
هذه النقوش مشابه جداً لنقوش السرابيط، ولكنها تظهر تأثراً أكبر بالهيروغليفية، كصورة رمزية لرجل لا يمكن قرآتها على ما يبدو أبجدياً.

## علاقتها بنظم الكتابة الأخرى
الخط الكنعاني الأولي ينحدر من الخط السينائي الأولي المشتق من الهيروغليفية المصرية، كما أنه جدّ الخط الفينيقي الذي يعد جدّ لأغلب الأبجديات المستخدمة في العالم اليوم، بما في ذلك العربية واليونانية والعبرية واللاتينية والسيريلية والأمازيغية الغربية في القرن الثاني قبل الميلاد في الغرب وصولا إلى المغولية[ ؟ ] وربما حتى أبجدية هانغول الكورية في الشرق، وأبجديات أخرى عديدة مستخدمة وغيرها بائدة.

## شكل الحرف
جدول يبين شكل الحرف الكنعاني الأولي مقارنة مع تطوره بالصيغة الفينيقية واسم الحرف بالكنعاني والمقابل العربي الحديث
| F1 |

| F1 |

| O1 |

| O1 |

| T14 |

| T14 |

| K1 |

| K1 |

| K2 |

| K2 |

| A28 |

| A28 |

| G43 |

| G43 |

| N34 |

| N34 |

| Z4 |

| Z4 |

| O6 |

| O6 |

| N24 |

| N24 |

| V28 |

| V28 |

| V28 |

| V28 |

| F35 |

| F35 |

| D36 |

| D36 |

| D46 |

| D46 |

| U20 |

| U20 |

| N35 |

| N35 |

| I10 |

| I10 |

| R11 |

| R11 |

| D4 |

| D4 |

| V28 |

| V28 |

| D21 |

| D21 |

| M22 |

| M22 |

| O34 |

| O34 |

| D1 |

| D1 |

| D19 |

| D19 |

| N6 |

| N6 |

| M39 |

| M39 |

| M40 |

| M40 |

| M41 |

| M41 |

| Z9 |

| Z9 |

- يُظهر القسم آخر أحرف الألفبائيات اليونانية القديمة [الإنجليزية] والألفبائية اليونانية الحديثة والأبجدية الأترورية والأحرف اللاتينية المقابلة.